# Hyndla Regio
L'Hyndla Regio è una struttura geologica della superficie di Venere.